# Szeged VE
El Szeged VE (Szeged Vizilaboa Eguiezület) es un club deportivo húngaro en la ciudad de Szeged.
En el club se practican entre otros los deportes de: waterpolo, baloncesto, balonmano.

## Historia
No ha ganado ningún título de waterpolo en Hungría. Pero en 2009 consigue ganar la Copa LEN.

## Palmarés
- 1 vez campeón de la Copa LEN de waterpolo masculino (2009)[2]
- 1 vez campeón de la Copa Tom Hoad (2010)